# أتيليتا
أتيليتا (بالإيطالية: Ateleta)‏ هي بلدية في مقاطعة لاكويلا في إقليم أبروتسو الإيطالي.

## السكان
في سنة 1861 بلغ عدد السكان 2٬096 نسمة، وتطور العدد ليصل في سنة 2011 لـ 1٬153 نسمة.
يظهر هذا المخطط البياني تطور النمو السكاني لـ أتيليتا